# رافاييل كاريوكا (لاعب كرة قدم)
رافاييل كاريوكا هو لاعب كرة قدم برازيلي، ولد في 18 يوليو 1992 في ريو دي جانيرو في البرازيل. لعب مع نادي إنترناسيونال.

## وصلات خارجية
- رافاييل كاريوكا على موقع قاعدة بيانات كرة القدم.إي يو (الإنجليزية)
- رافاييل كاريوكا على موقع Soccerway.com (الإنجليزية)